# Pohár mistrů evropských zemí 1960/1961
Sezóna 1960/61 byla 6. ročníkem Poháru mistrů evropských zemí. Jejím vítězem se stal portugalský klub Benfica Lisabon.

## Předkolo
| Domácí v 1. zápase     | Celkem  | Hosté v 1. zápase      | 1. zápas | 2. zápas |
| ---------------------- | ------- | ---------------------- | -------- | -------- |
| Heart of Midlothian FC | 1–5     | Benfica Lisabon        | 1–2      | 0–3      |
| FK Crvena zvezda       | 1–5     | Újpesti Dózsa          | 1–2      | 0–3      |
| Fredrikstad            | 4–3     | Ajax                   | 4–3      | 0–0      |
| Aarhus GF              | 3–1     | Legia Varšava          | 3–0      | 0–1      |
| Juventus               | 3–4     | CDNA Sofia             | 2–0      | 1–4      |
| HIFK                   | 2–5     | IFK Malmö              | 1–3      | 1–2      |
| Rapid Vídeň            | 4–1     | Beşiktaş JK            | 4–0      | 0–1      |
| Limerick FC            | 2–9     | Young Boys             | 0–5      | 2–4      |
| CCA Bukurešť           | (kont.) | Spartak Hradec Králové | –        | –        |
| Glenavon FC            | (kont.) | Wismut Karl Marx Stadt | –        | –        |
| Stade de Reims         | 11–1    | Jeunesse Esch          | 6–1      | 5–0      |
| Barcelona              | 5–0     | Lierse SK              | 2–0      | 3–0      |

## První kolo
| Domácí v 1. zápase     | Celkem | Hosté v 1. zápase      | 1. zápas | 2. zápas |
| ---------------------- | ------ | ---------------------- | -------- | -------- |
| Benfica Lisabon        | 7–4    | Újpesti Dózsa          | 6–2      | 1–2      |
| Aarhus GF              | 4–0    | Fredrikstad            | 3–0      | 1–0      |
| Rapid Vídeň            | 3–31   | Wismut Karl Marx Stadt | 3–1      | 0–2      |
| IFK Malmö              | 2–1    | CDNA Sofia             | 1–0      | 1–1      |
| Real Madrid            | 3–4    | Barcelona              | 2–2      | 1–2      |
| Spartak Hradec Králové | 1–0    | Panathinaikos          | 1–0      | 0–0      |
| Burnley                | 4–3    | Stade de Reims         | 2–0      | 2–3      |
| Young Boys             | 3–8    | Hamburg                | 0–5      | 3–3      |

1 Rapid Vídeň porazil Wismut Karl Marx Stadt 1:0 v rozhodujícím zápase na neutrální půdě.

## Čtvrtfinále
| Domácí v 1. zápase | Celkem | Hosté v 1. zápase      | 1. zápas | 2. zápas |
| ------------------ | ------ | ---------------------- | -------- | -------- |
| Benfica Lisabon    | 7–2    | Aarhus GF              | 3–1      | 4–1      |
| Rapid Wien         | 4–0    | IFK Malmö              | 2–0      | 2–0      |
| Barcelona          | 5–1    | Spartak Hradec Králové | 4–0      | 1–1      |
| Burnley            | 4–5    | Hamburg                | 3–1      | 1–4      |

## Semifinále
| Domácí v 1. zápase | Celkem | Hosté v 1. zápase | 1. zápas | 2. zápas |
| ------------------ | ------ | ----------------- | -------- | -------- |
| Benfica Lisabon    | 4–1    | Rapid Wien        | 3–0      | 1–1      |
| Barcelona          | 2–21   | Hamburg           | 1–0      | 1–2      |

1 Barcelona porazila Hamburg 1:0 v rozhodujícím zápase na neutrální půdě.

## Finále
| 31. května 1961                                            |        |                                     |                                                                              |
| Benfica Lisabon                                            | 3 – 2  | Barcelona                           | Wankdorf Stadium, Bern diváci: 33 000 rozhodčí: Gottfried Dienst (Švýcarsko) |
| José Águas 30' Antoni Ramallets 32' (vl.) Mário Coluna 55' | Report | Sándor Kocsis 20' Zoltán Czibor 75' | Wankdorf Stadium, Bern diváci: 33 000 rozhodčí: Gottfried Dienst (Švýcarsko) |

## Vítěz
| Pohár mistrů evropských zemí 1960/61 Benfica Lisabon (1. titul) Alberto da Costa Pereira, Mario João, Germano, Angelo Martins, José Neto, Fernando Cruz, José Augusto, Joaquim Santana, José Águas , Mário Coluna, Domiciano Cavém Trenér: Béla Guttmann |